# Mykola Melnyzkyj
Mykola Mychajlowytsch Melnyzkyj (ukrainisch Микола Михайлович Мельницкий; * 9. Mai 1887 in Kiew, Russisches Kaiserreich; † 7. November 1965 in Paris, Frankreich) war ein russischer Sportschütze.

## Erfolge
Mykola Melnyzkyj nahm an den Olympischen Spielen 1912 in Stockholm in vier Wettbewerben teil. Mit der Freien Pistole kam er in der Einzelkonkurrenz nicht über den 33. Platz hinaus. Mit der Mannschaft verpasste er dagegen knapp einen Medaillengewinn, mit nur drei Punkten Rückstand auf die Briten reichten die insgesamt 1801 Punkte der russischen Mannschaft lediglich für den vierten Rang. Im Wettbewerb mit der Schnellfeuerpistole auf die 30-Meter-Distanz belegte er im Einzel den 22. Rang. In der Mannschaftskonkurrenz mit dem Armeerevolver war Melnyzkyj mit 273 Punkten der zweitbeste Schütze der russischen Mannschaft, mit der er den zweiten Platz hinter der schwedischen und vor der britischen Mannschaft erreichte. Neben Melnyzkyj sicherten sich Pawel Woiloschnikow, Heorhij Pantelejmonow und Amos Kasch den Gewinn der Silbermedaille.